# The Brotherhood of the Seven Rays
The Brotherhood of the Seven Rays (em português, algo como "A Irmandade dos Sete Raios"), mais conhecidos por The Seekers (em português, "Os Buscadores"), foram um grupo de arrebatadores ou Religião OVNI formada em meados do Século XX no Centro-Oeste dos Estados Unidos. Acredita-se que eles sejam a primeira Religião OVNI a existir.
Originalmente organizado em 1953 por Charles Laughead, eles foram liderados por Dorothy Martin (também chamada Irmã Thedra), que alegava ter recebido uma mensagem do planeta Clarion de que um disco voador viria buscar o grupo antes de uma gigantesca inundação prevista para acontecer antes do amanhecer do dia 21 de dezembro de 1954. 
O grupo se tornou notório após terem sido alvos de estudo do psicólogo estadunidense Leon Festinger. Festinger e seus colegas leram uma nota num jornal local intitulada "Prophecy from planet clarion call to city: flee that flood", onde um grupo de pessoas dizia que uma tempestade de proporções catastróficas destruiria o Planeta Terra.
Festinger e seus colegas viram nesse fato algo que levaria o tal grupo a sentimentos dissonantes/divergentes quando a profecia falhasse. Fingindo ser adepto da seita, Festinger e membros de sua equipe de pesquisadores conseguiram se infiltrar no grupo, e registrar seus estudos no livro "When Prophecy Fails: A Social and Psychological Study of a Modern Group That Predicted the Destruction of the World".
Leon Festinger se infiltrou nos Seekers com o objetivo de estudar suas cognições e reações quando suas crenças falham, daí o nome de seu livro "When Prophecy Fails". Ele se concentrou neles principalmente para estudar um processo de pensamento conhecido como dissonância cognitiva. Festinger e seus colegas essencialmente objetivavam estudar as reações de membros do culto e mecanismos de enfrentamento quando o OVNI de fato não aparecesse para pegá-los em 21 de dezembro de 1954. Quando a profecia revelou-se falsa, o grupo não abandonou suas crenças e, em vez disso, buscou explicações para a sua não-realização, apegando-se mais ainda às suas ideias. A "saída cogitiva" encontrada pela líder do grupo foi dizer que, em uma espécie de psicografia, uma mensagem afirmava que o pequeno grupo ali reunido tinha emitido tanta luz que o Deus da Terra decidira salvar o mundo da eminente destruição.
A discrepância entre aquilo em que acreditavam e a realidade transformou-se na base para que Festinger e seus colegas elaborassem a Teoria da Dissonância Cognitiva.